# Мілево (Вармінсько-Мазурське воєводство)
Мілево (пол. Milewo, нім. Millewen) — село в Польщі, у гміні Каліново Елцького повіту Вармінсько-Мазурського воєводства.
Населення — 382 особи (2011).
У 1975-1998 роках село належало до Сувальського воєводства.

## Демографія
Демографічна структура станом на 31 березня 2011 року:
|          | Загалом | Допрацездатний вік | Працездатний вік | Постпрацездатний вік |
| -------- | ------- | ------------------ | ---------------- | -------------------- |
| Чоловіки | 201     | 53                 | 132              | 16                   |
| Жінки    | 181     | 43                 | 111              | 27                   |
| Разом    | 382     | 96                 | 243              | 43                   |